# Републикански път III-2008
Републикански път IIІ-2008 е третокласен път, част от Републиканската пътна мрежа на България, преминаващ изцяло по територията на Варненска област. Дължината му е 25 km.
Пътят се отклонява надясно при 177,8 km на Републикански път I-2 източно от град Девня и се насочва на изток. Минава през квартал „Повеляново“ на Девня, излиза на северния бряг на Белославското езеро и покрай северния бряг на Варненското езеро достига до град Варна, северно от Аспаруховият мост, където се свързва с Републикански път I-9 при неговия 106,3 km. Между квартал „Повеляново“ и град Варна последователно преминава през град Белослав (север) и селата Страшимирово и Езерово.
| Пътища, отклоняващи се надясно (населено място, № на пътя, посока на пътя) | km   | Пътища, отклоняващи се наляво (посока на пътя, № на пътя, населено място)        |
| -------------------------------------------------------------------------- | ---- | -------------------------------------------------------------------------------- |
| Община Девня, I-2, 177,8 km →                                              | 0,0  | → 177,8 km, I-2, Община Девня                                                    |
| гр. Девня, кв. „Повеляново“                                                | 4,7  | → кв. „Повеляново“ гр. Девня, общински път (за 405 km на автомагистрала „Хемус“) |
| Община Белослав                                                            | 8,7  | Община Белослав                                                                  |
| гр. Белослав (север)                                                       | 10,2 | гр. Белослав (север)                                                             |
| с. Страшимирово                                                            | 12   | с. Страшимирово                                                                  |
| с. Езерово                                                                 | 14,1 | → с. Езерово, общински път (за 190,8 km на I-2)                                  |
| Община Варна                                                               | 15,9 | Община Варна                                                                     |
|                                                                            | 17,9 | → общински път (за с. Тополи)                                                    |
| (за с. Казашко) общински път ←                                             | 18,6 |                                                                                  |
|                                                                            | 19,4 | → общински път (за с. Тополи)                                                    |
| (до ГКПП Малко Търново), I-9, 106,3 km, гр. Варна ←                        | 25,0 | ← гр. Варна, 106,3 km, I-9 (от ГКПП Дуранкулак)                                  |